# Fuerstia
Fuerstia  é um gênero botânico da família Lamiaceae

## Espécies
| - Fuerstia adpressa - Fuerstia africana - Fuerstia angustifolia - Fuerstia bartsioides - Fuerstia dendrothrix | - Fuerstia rara - Fuerstia rigida - Fuerstia ternata - Fuerstia tuberosa - Fuerstia welwitschii |